# Liste der Kulturdenkmale in Gostritz
Die Liste der Kulturdenkmale in Gostritz umfasst sämtliche Kulturdenkmale der Dresdner Gemarkung Gostritz. Grundlage bildet das Denkmalverzeichnis des Themenstadtplans Dresden, das die vom Landesamt für Denkmalpflege Sachsen erfassten Kulturdenkmale beinhaltet. Straßen und Plätze in der Gemarkung Gostritz sind in der Liste der Straßen und Plätze in Gostritz aufgeführt. Als Naturdenkmal geschützt ist zudem der rund 200 Jahre alte Birnbaum Friebelstraße.

## Legende
- Bild: Bild des Kulturdenkmals, ggf. zusätzlich mit einem Link zu weiteren Fotos des Kulturdenkmals im Medienarchiv Wikimedia Commons. Wenn man auf das Kamerasymbol klickt, können Fotos zu Kulturdenkmalen aus dieser Liste hochgeladen werden:
- Bezeichnung: Denkmalgeschützte Objekte und ggf. Bauwerksname des Kulturdenkmals
- Lage: Straßenname und Hausnummer oder Flurstücknummer des Kulturdenkmals. Die Grundsortierung der Liste erfolgt nach dieser Adresse. Der Link (Karte) führt zu verschiedenen Kartendiensten mit der Position des Kulturdenkmals. Fehlt dieser Link, wurden die Koordinaten noch nicht eingetragen. Sind diese bekannt, können sie über ein Tool mit einer Kartenansicht einfach nachgetragen werden. In dieser Kartenansicht sind Kulturdenkmale ohne Koordinaten mit einem roten bzw. orangen Marker dargestellt und können durch Verschieben auf die richtige Position in der Karte mit Koordinaten versehen werden. Kulturdenkmale ohne Bild sind an einem blauen bzw. roten Marker erkennbar.
- Datierung: Baubeginn, Fertigstellung, Datum der Erstnennung oder grobe zeitliche Einordnung entsprechend des Eintrags in der sächsischen Denkmaldatenbank
- Beschreibung: Kurzcharakteristik des Kulturdenkmals entsprechend des Eintrags in der sächsischen Denkmaldatenbank, ggf. ergänzt durch die dort nur selten veröffentlichten Erfassungstexte oder zusätzliche Informationen
- ID: Vom Landesamt für Denkmalpflege Sachsen vergebene, das Kulturdenkmal eindeutig identifizierende Objekt-Nummer. Der Link führt zum PDF-Denkmaldokument des Landesamtes für Denkmalpflege Sachsen. Bei ehemaligen Kulturdenkmalen können die Objektnummern unbekannt sein und deshalb fehlen bzw. die Links von aus der Datenbank entfernten Objektnummern ins Leere führen. Ein ggf. vorhandenes Icon  führt zu den Angaben des Kulturdenkmals bei Wikidata.

## Liste der Kulturdenkmale in Gostritz
| Bild           | Bezeichnung                                                         | Lage                          | Datierung                                                                                                  | Beschreibung | ID       |
| -------------- | ------------------------------------------------------------------- | ----------------------------- | --- | --- | -------- |
| Weitere Bilder | Wegweiser                                                           | Altgostritz (Karte)           | bezeichnet 1836 (Wegestein)                                                                                | Sandsteinpfeiler mit quadratischem Grundriss und nach allen vier Seiten gegiebelter Deckplatte, mit richtungsweisenden Händen als Reliefs in die angegebenen Orte, ein ungewöhnlicher Wegweiser in den Dörfern um Dresden, verkehrsgeschichtlich von Bedeutung | 09211935 |
| Weitere Bilder | Gewölbekeller                                                       | Altgostritz 1 (Karte)         | 1738 oder 1759 (Keller)                                                                                    | aus Sandsteinquadern, handwerklich anspruchsvoll umgesetzt, mit beeindruckenden Maßen, vor allem baugeschichtlich von Belang Bei dem Gewölbekeller Altgostritz 1 handelt sich um ein markantes und wohl schon ziemlich altes Exemplar vor allem aus Sandsteinquadern. Eine äußerlich, datiert h. seitlich der Belüftungsöffnung erhaltene und leider nur noch schwer lesbare Datierung, deutet wohl auf das 18. Jahrhundert. Am 2004 abgebrochenen Wohnstallhaus stand die Datierung 1738, sicher auch die Entstehungszeit für den Keller. Ob beide miteinander identisch sind, lässt sich heute nicht mehr nachvollziehen. Nach dem bisher Dargelegten ergibt sich die Denkmaleigenschaft des Kellers aus der baugeschichtlichen Bedeutung als Zeugnis für die ländliche Architektur und Volksbauweise seiner Zeit. | 09211942 |
| Weitere Bilder | Wohnhaus eines Bauernhofs                                           | Altgostritz 4 (Karte)         | 19. Jh. (Wohnhaus)                                                                                         | Bestandteil des Dorfes, schmales Grundstück, im hinteren Bereich eine Scheune (kein Denkmal), ortsgeschichtlich von Bedeutung | 09211941 |
| Weitere Bilder | Wohnstallhaus und Toranlage eines einstigen Dreiseithofes           | Altgostritz 6 (Karte)         | 1. Hälfte 19. Jh. (Wohnstallhaus)                                                                          | Bestandteil des Dorfes, Hof vormals mit Altgostritz 6a und einer Scheune hinten quer (Abbruch), Erdgeschoss Segmentbogenfenster, im Straßengiebel zwei rundbogige Fenster, Toranlage Mauer und Pfosten der Einfahrt, ortsgeschichtlich von Bedeutung | 09211940 |
| Weitere Bilder | Dreiseithof mit Wohnstallhaus, Seitengebäude, Scheune und Toranlage | Altgostritz 8 (Karte)         | 1863 (Wohnstallhaus), 1813 (Torbogen)                                                                      | Bestandteil des Dorfes, Wohnstallhaus Erdgeschoss Segmentbogenfenster, im Straßengiebel zwei mit Dreiecksgiebel überfangene Fenster, Scheune hinten quer, Hofmauer mit einem großen und einen kleinen Rundbogen, jeweils Schlusssteine mit Platten, baugeschichtlich und ortsgeschichtlich von Bedeutung | 09211939 |
| Weitere Bilder | Wohnhaus                                                            | Altgostritz 15 (Karte)        | 1. Hälfte 19. Jh. (Wohnhaus)                                                                               | Bestandteil des Dorfes, ortsgeschichtlich von Bedeutung | 09211936 |
| Weitere Bilder | Bauernhof mit Wohnstallhaus, Seitengebäude, Scheune und Torbogen    | Friebelstraße 80 (Karte)      | Mitte 19. Jh., 1853 (Wohnstallhaus), bezeichnet 1853 (Scheune), bezeichnet 1853, rechtes Tor (Toreinfahrt) | Seitengebäude (östliche Hofseite) mit Fachwerk im Obergeschoss, massive Scheune hinten quer, Hofmauer mit einem großen und einen kleinen Rundbogen, jeweils Schlusssteine mit Platten, ein weiterer großer Bogen in der Mauer entlang der Straße, bemerkenswert geschlossenes Gehöft, charakteristische und markante ländliche Bauten ihrer Zeit, Bestandteil des Dorfes, baugeschichtlich und ortsgeschichtlich von Bedeutung Die Mauer entlang der Straße mit dem weiteren Bogen ist eine Plänermauer. Gegen eine straßenbegleitende Scheune würde sprechen, dass das Seitengebäude kein Merkmal eines angebauten Baukörpers aufweist (Fenster und Türen, Dachform) | 09211937 |
| Weitere Bilder | Wohnhaus                                                            | Friebelstraße 84 (Karte)      | um 1865 (Wohnhaus)                                                                                         | eingeschossig mit zwei Dachgaupen, ortsgeschichtlich von Bedeutung | 09211934 |
| Weitere Bilder | Wohnstallhaus, Scheune und Toreinfahrt eines Bauernhofes            | Friebelstraße 86 (Karte)      | Mitte 19. Jh. (Wohnstallhaus)                                                                              | Wohnstallhaus mit Giebel zur Straße, hier Krüppelwalm, Scheune hinten im Winkel angebaut, Tafel mit Inschrift und Datierung an der Hofseite des Wohnstallhauses, baugeschichtliche Bedeutung | 09218392 |
| Weitere Bilder | Schule                                                              | Gostritzer Straße 75 (Karte)  | 1897 (Schule)                                                                                              | für die Zeit typischer Bau, zweigeschossig und symmetrisch mit Mittelgiebel, mittiger Hofflügel, Schule bestand als solche nur vom Baujahr 1897 bis 1921, ortsgeschichtlich und baugeschichtlich von Bedeutung Gostritz unterstand seit 1445 der Leubnitzer Kirche, weshalb die Kinder des Ortes auch die dortige Schule besuchten. Erst 1897 errichtete die Gemeinde ein eigenes Schulhaus, welches jedoch mangels Kinderzahl bereits 1921 wieder geschlossen wurde. Seitdem gehört Gostritz wieder zur Leubnitzer Schule. | 09211944 |
| Weitere Bilder | Mietshaus mit Einfriedung                                           | Gostritzer Straße 92 (Karte)  | um 1895 (Mietshaus)                                                                                        | zweigeschossig mit ausgebautem Mansarddach, Mittelrisalit mit spitzem Dreiecksgiebel, typisch vorstädtisch, baugeschichtlich von Bedeutung | 09211945 |
|                | Wohnhaus und Seitengebäude                                          | Rosentitzer Straße 16 (Karte) | 2. Hälfte 19. Jh. (Wohnhaus)                                                                               | ortsgeschichtlich von Bedeutung Information des Landesamts für Denkmalpflege Sachsen auf Nachfrage: „das eigentliche Schankwirtschaftsgebäude, um 1940 Schankwirtschaft Vogel, Rosentitzer Straße 16 (siehe historische Adressbücher dieser Zeit) wurde 2020/2021 abgebrochen. Erhalten hat sich noch das sogenannte Saalgebäude“. 2021 war dieses baufällig, 2023 saniert. | 09218391 |
| Weitere Bilder | Bauernhof mit Wohnhaus, Scheune und Toranlage                       | Rosentitzer Straße 18 (Karte) | bezeichnet 1755 (Toreinfahrt)                                                                              | Bestandteil des Dorfes, Hofmauer mit großem und kleinem Rundbogen, im Schlussstein kleiner Bogen Wappenkartusche mit Datierung 1735, darüber ein vom Engel gehaltenes Tuch mit Aufschrift Wer Gott vertraut hat wohl gebaut im Himmel und auf Erden ich verlaß auf Jesum mich den muß der Himmel werden Jacob Beil, im Schlussstein großer Bogen ebenfalls Wappenkartusche, ortsgeschichtlich von Bedeutung Das Haus ist wenigstens am Giebel mit so einem Verbundsystem verkleidet, äußerlich wie eine Tapete. Siehe auch Friebelstraße 80. Die Flurstücksgrenzen haben sich möglicherweise verändert und so die Hofzugehörigkeiten der Bauten | 09211938 |